# إيان سينكلير
إيان سينكلير (Ian Sinclair) هو ممثل أمريكي ولد في 2 مارس 1984 في دالاس, تكساس.

## أدواره في الأنمي

### مسلسلات أنمي تلفزيونية
- سبيس داندي - داندي
- باكانو! - دالاس جينوارد
- كلايمور - زاكي
- فايري تايل - بورا
- يوميات المستقبل - يوموتسو هيراساكا
- ون بيس - بروك, ريوما
- توريكو - توريكو
- كاشرن سينز - أكوز
- سيكيريه - كاورو سيو
- أميرة القناديل - شو كويبوتشي
- الخادم الأسود - باردروي/بارد
- الخادم الأسود 2 - باردروي/بارد
- أويدو روكيت - توياما كينشيرو
- لاينباريل الحديدي - سوبي ناكاجيما
- C - كيريتو إيسوروغي
- أوكامي-سان و رفاقها السبعة - شيرو هيتسوجيكاي
- إل كازادور - دوغلاس روزنبرغ
- شاكوغان نو شانا II - إيتا تاناكا
- شاكوغان نو شانا III(Final) - إيتا تاناكا
- إينيشال دي Fourth Stage - دايكي نينوميا
- الغبي والإختبار والوحش المستدعى - هاسيغاوا
- الغبي والاختبار والوحش المستدعى اثنان - هاسيغاوا
- شيكي - تاتسومي
- دي جرايمان - تشاوجي هان
- دانس إن ذا فامباير باند - ريوهيه كوزي
- بامبو بليد - توراجي إيشيدا
- شيكاباني هيمي: أكا - شينزي كاميو
- شيكاباني هيمي: كورو - شينزي كاميو
- بلاك كات - ريس دونوفان
- سايكوباس - نوبوؤو أوكورا
- أسطورة الأبطال الأسطوريين - راينر لوت
- غانغستا - ووريك أركانجيلو
- هجوم العمالقة - نايل دوك
- هجوم العمالقة: الثانوية - نايل دوك
- سول إيتر نوت! - أكاني هوشي
- صدى الإرهاب - هامورا
- كارنفال - هيراتو
- نوراغامي - دايكوكو
- أكاديميتي للأبطال - ميزو شوجي
- سرالفة النهاية - شيهو كيميزوكي
- سرالفة النهاية: معركة ناغويا - شيهو كيميزوكي
- بطولات أرسلان - راجندرا
- معركة الأبراج - أوشي
- بلاك كلوفر - ماغنا سوينغ
- أكا: قسم التفتيش الخاص بالقطاع 13 - غروسولار
- دراغون بول سوبر - ويس
- دريفترز - هيجيكاتا توشيزو
- نانباكا - هاجيمي سوغوروكو
- روبوتكس;نوتس - غينكي دوتو
- تيلز أوف زيستيريا ذا كروس - زافيد
- توكين رانبو: هانامارو - هاتشيسكا كوتتسو
- بوبتيبيبيك - بيبيمي (الحلقة 1A; بوبنيميميم)
- يوري أون آيس - سيليستينو تشالديني
- أوشيو و تورا - ناغاري أكيبا
- طوكيو غول - كازويتشي بانجو
- طوكيو غول A√ - كازويتشي بانجو
- شو باي روك!! - يايبا
- شو باي روك!!# - يايبا
- سايوكي RELOAD BLAST - شا غوجو
- أوفرلورد II - كوكودول
- لعبة الجوكر - هيرمان وولف
- معركة الأبراج - أوشي
- هيوكا - ماساشي توغايتو
- هاكاتا تونكوتسو رامنز - شوتارو هارادا
- حرب الكواكب: الأطروحة الجديدة - عادل
- غولدن كاموي - سايتشي سوغيموتو

### أوفا أنمي
- شاكوغان نو شانا S - إيتا تاناكا

### أفلام أنمي
- دراغون بول Z: معركة الخوارق - ويس
- دراغون بول Z: إعادة إحياء "F" - ويس
- الطفل و الوحش - تاتارا
- العضو القاتل - ويليامز
- ون بيس فيلم غولد - بروك

## أدواره في ألعاب الفيديو
- بوردرلاندز 2 - بروفسور ناكاياما
- تيلز أوف زيستيريا - زافيد
- ستريت فايتر V - رشيد
- بليزبلو كروس تاغ باتل - غوردو

## وصلات خارجية
- إيان سينكلير على موقع IMDb (الإنجليزية)
- إيان سينكلير على موقع قاعدة بيانات الفيلم (الإنجليزية)
- إيان سينكلير على موقع ANN person (الإنجليزية)